# Nicolette Langley
Nicolette Taylor Langley (* 16. Oktober 1997 in Los Angeles, Los Angeles County, Kalifornien) ist eine US-amerikanische Schauspielerin.

## Leben
Langley wurde am 16. Oktober 1997 in Los Angeles geboren. Sie besuchte von 2011 bis 2015 die Immaculate Heart High School und studierte danach bis einschließlich 2018 an der Loyola Marymount University. Sie schloss ihr Studium mit dem Bachelor of Communication and Arts ab. Sie gab 2019 ihr Filmschauspieldebüt im Fernsehfilm Christmas Matchmakers als Filmtochter Molly. Im Folgejahr war sie in einer Episode der Fernsehserie Betrayed zu sehen, wirkte allerdings auch in den Fernsehfilmen Beware of Mom in der Rolle der Kylie und im Fernsehfilm Killer Cheerleader als Antagonistin April mit. 2021 stellte sie die Rolle der Grace Allen im Fernsehfilm Party from Hell dar und wirkte außerdem im Thriller Dangerous Snow Day mit. Als Hauptdarstellerin wirkte sie 2022 in der Filmproduktion My Best Friend's Secret mit. Eine weitere Hauptrolle folgte im selben Jahr im Film Catfish Killer.

## Filmografie (Auswahl)
- 2019: Christmas Matchmakers (Fernsehfilm)
- 2020: Betrayed (Fernsehserie, Episode 4x05)
- 2020: Beware of Mom (Fernsehfilm)
- 2020: Killer Cheerleader (Fernsehfilm)
- 2021: Party from Hell (Fernsehfilm)
- 2021: Dangerous Snow Day
- 2022: My Best Friend's Secret
- 2022: Catfish Killer